# Chlor(I)-perchlorat
Chlor(I)-perchlorat ist eine chemische Verbindung aus der Gruppe der Perchlorate bzw. Chloroxide.

## Gewinnung und Darstellung
Chlor(I)-perchlorat kann durch Reaktion von Caesiumperchlorat mit Chlorfluorosulfat gewonnen werden.
{\displaystyle \mathrm {CsClO_{4}+ClOSO_{2}F\longrightarrow ClOClO_{3}+CsSO_{3}F} }
Es entsteht auch bei der fotochemischen Dimerisierung von Chlordioxid bei niedrigen Temperaturen.
{\displaystyle \mathrm {2\ ClO_{2}\longrightarrow ClOClO_{3}} }

## Eigenschaften
Chlor(I)-perchlorat ist eine blassgelbe Flüssigkeit, die im festen Zustand fast weiß erscheint. Sie ist stoßempfindlich und ist bei Raumtemperatur nur begrenzte Zeit haltbar. Auch bei −45 °C erfolgt langsamer Zerfall, wobei neben Chlor und Sauerstoff auch Dichlorhexaoxid entsteht.